# Бернулијева расподела
Шаблон:Бернулијева расподела
У теорији вероватноће и статистици, Бернулијева расподела, названа по швајцарском математичару Јакобу Бернулију,  је дискретна расподела вероватноће случајне променљиве која узима вредност 1 са вероватноћом {\displaystyle p} а вредност 0 са вероватноћом {\displaystyle q=1-p} . Мање формално, може се сматрати моделом за скуп могућих исхода било ког појединачног експеримента који поставља питање да-не. Таква питања довести до исхода који су Булови резултати: један бит чија је вредност успех / да / истина / један од вероватноћа p и неуспех / не / лажно / нула са вероватноћа К. Може се користити за представљање (могуће пристрасног) бацања новчића где би 1 и 0 представљали „главе“ и „писма“ (или обрнуто), а p би представљало вероватноћу да ће новчић пасти на главу или реп.
Бернулијева расподела је посебан случај биномне дистрибуције где се спроводи једно испитивање (тако да би n било 1 за такву биномну дистрибуцију). То је такође посебан случај дистрибуције у две тачке, за коју могући исходи не морају бити 0 и 1.

## Својства
Ако је {\displaystyle X} случајна променљива са овом расподелом, онда је:
{\displaystyle \Pr(X=1)=p=1-\Pr(X=0)=1-q.}
Функција масе вероватноће функције {\displaystyle f} ове расподеле, преко могућих исхода к, је
{\displaystyle f(k;p)={\begin{cases}p&{\text{if }}k=1,\\q=1-p&{\text{if }}k=0.\end{cases}}} 
Такође се може изразити као:
{\displaystyle f(k;p)=p^{k}(1-p)^{1-k}\quad {\text{for }}k\in \{0,1\}}
или се може изразити као:
{\displaystyle f(k;p)=pk+(1-p)(1-k)\quad {\text{for }}k\in \{0,1\}.}
Бернулијева расподела је посебан случај биномске расподеле са {\displaystyle n=1.}
Куртозис иде у бесконачност за високе и ниске вредности параметра {\displaystyle p,} али за параметар {\displaystyle p=1/2} расподела у две тачке укључујући Бернулијеву расподелу има нижи вишак ексцеса од било које друге расподеле вероватноће, тј. −2.
Бернулијева расподела за {\displaystyle 0\leq p\leq 1} формира експоненцијалну породицу .
Процена максималне вероватноће за параметар {\displaystyle p} на основу случајно одабраног узорка је средња вредност узорка .

## Значење
Очекивана вредност Бернулијеве случајно одабране променљиве {\displaystyle X} је
{\displaystyle \operatorname {E} \left(X\right)=p}
Ово знамо због чињенице да је за Бернулијеву расподељену случајну променљиву {\displaystyle X} са {\displaystyle \Pr(X=1)=p} и {\displaystyle \Pr(X=0)=q} налазимо:
{\displaystyle \operatorname {E} [X]=\Pr(X=1)\cdot 1+\Pr(X=0)\cdot 0=p\cdot 1+q\cdot 0=p.} 

## Променљивост
Расподела варијансе Бернулија {\displaystyle X} је:
{\displaystyle \operatorname {Var} [X]=pq=p(1-p)}
Прво можемо наћи:о
{\displaystyle \operatorname {E} [X^{2}]=\Pr(X=1)\cdot 1^{2}+\Pr(X=0)\cdot 0^{2}=p\cdot 1^{2}+q\cdot 0^{2}=p=\operatorname {E} [X]}
Из овога се да уследити: 
{\displaystyle \operatorname {Var} [X]=\operatorname {E} [X^{2}]-\operatorname {E} [X]^{2}=\operatorname {E} [X]-\operatorname {E} [X]^{2}=p-p^{2}=p(1-p)=pq}
Са овим резултатом лако је доказати да ће за било коју Бернулијеву расподелу њена варијанса имати вредност у простирању {\displaystyle [0,1/4]} .

## Искривљеност (Skewness)
Искривљеност представља  {\displaystyle {\frac {q-p}{\sqrt {pq}}}={\frac {1-2p}{\sqrt {pq}}}} . Када усвојимо стандардизовану Бернулијеву расподељену случајну променљиву {\displaystyle {\frac {X-\operatorname {E} [X]}{\sqrt {\operatorname {Var} [X]}}}} налазимо да ова случајна променљива достиже {\displaystyle {\frac {q}{\sqrt {pq}}}} са вероватноћом {\displaystyle p} и постиже {\displaystyle -{\frac {p}{\sqrt {pq}}}} са вероватноћом {\displaystyle q} . Тако можемо да добијемо
{\displaystyle {\begin{aligned}\gamma _{1}&=\operatorname {E} \left[\left({\frac {X-\operatorname {E} [X]}{\sqrt {\operatorname {Var} [X]}}}\right)^{3}\right]\\&=p\cdot \left({\frac {q}{\sqrt {pq}}}\right)^{3}+q\cdot \left(-{\frac {p}{\sqrt {pq}}}\right)^{3}\\&={\frac {1}{{\sqrt {pq}}^{3}}}\left(pq^{3}-qp^{3}\right)\\&={\frac {pq}{{\sqrt {pq}}^{3}}}(q-p)\\&={\frac {q-p}{\sqrt {pq}}}.\end{aligned}}}

## Виши моменти и кумуланти
Сви сирови(нобрађени) моменти су једнаки због чињенице да је {\displaystyle 1^{k}=1} и {\displaystyle 0^{k}=0} .
{\displaystyle \operatorname {E} [X^{k}]=\Pr(X=1)\cdot 1^{k}+\Pr(X=0)\cdot 0^{k}=p\cdot 1+q\cdot 0=p=\operatorname {E} [X].}

Централни тренутак реда {\displaystyle k} даје следећу једначину:
{\displaystyle \mu _{k}=(1-p)(-p)^{k}+p(1-p)^{k}.}
Првих шест централних момената су следећи:
{\displaystyle {\begin{aligned}\mu _{1}&=0,\\\mu _{2}&=p(1-p),\\\mu _{3}&=p(1-p)(1-2p),\\\mu _{4}&=p(1-p)(1-3p(1-p)),\\\mu _{5}&=p(1-p)(1-2p)(1-2p(1-p)),\\\mu _{6}&=p(1-p)(1-5p(1-p)(1-p(1-p))).\end{aligned}}}
Док виши централни моменти могу се компактније изразити у терминима {\displaystyle \mu _{2}} и {\displaystyle \mu _{3}}, што је приказано испод:
{\displaystyle {\begin{aligned}\mu _{4}&=\mu _{2}(1-3\mu _{2}),\\\mu _{5}&=\mu _{3}(1-2\mu _{2}),\\\mu _{6}&=\mu _{2}(1-5\mu _{2}(1-\mu _{2})).\end{aligned}}}
Првих шест кумуланата су следећи:
{\displaystyle {\begin{aligned}\kappa _{1}&=p,\\\kappa _{2}&=\mu _{2},\\\kappa _{3}&=\mu _{3},\\\kappa _{4}&=\mu _{2}(1-6\mu _{2}),\\\kappa _{5}&=\mu _{3}(1-12\mu _{2}),\\\kappa _{6}&=\mu _{2}(1-30\mu _{2}(1-4\mu _{2})).\end{aligned}}}

## Повезане расподеле
- Ако су {\displaystyle X_{1},\dots ,X_{n}} независне, идентично распоређене ( i.i.d. ) случајне променљиве, сва Бернулијева испитивања са вероватноћом успеха p, онда се њихов збир распоређује према биномној расподели са параметрима n и p :
{\displaystyle \sum _{k=1}^{n}X_{k}\sim \operatorname {B} (n,p)} ( биномна расподела).

Бернулијева расподела је једноставна {\displaystyle \operatorname {B} (1,p)}, такође написана као функција: {\textstyle \mathrm {Bernoulli} (p).}
- Категоријска расподела је генерализација Бернулијеве расподеле за променљиве са било којим константним бројем дискретних вредности.
- Бета дистрибуција је коњуговани претходник Бернулијеве расподеле.
- Геометријска дистрибуција моделира број независних и идентичних Бернулијевих покушаја потребних за постизање једног успеха.
- Ако {\textstyle Y\sim \mathrm {Bernoulli} \left({\frac {1}{2}}\right)}, онда {\textstyle 2Y-1} има Радемахерову дистрибуцију .